# Cainita (mineral)

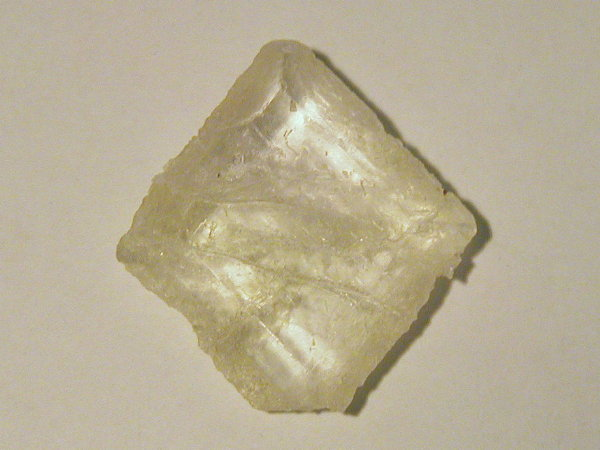
Cristal de cainita (3,8 cm).

Cainita (do grego καινος, translit. kainós: 'novo, recente') é um mineral potássico de composição química MgSO4·KCl·3H20. Trata-se de um sal natural, usado como fertilizante e como base para compostos do magnésio e do potássio.
Nos jazimentos, apresenta-se  geralmente em associação com a silvita.

## Características
- Cristaliza no sistema monoclínico
- Densidade: 2.1
- Dureza: 3